# کرک‌ویک
کرک‌ویک (به هلندی: Kerkwijk) یک منطقهٔ مسکونی در هلند است که در زالت‌بومل واقع شده‌است. کرک‌ویک ۵۵۰ نفر جمعیت دارد.